# Pinguipes brasilianus
Pinguipes brasilianus, comunemente conosciuta come perca marina del Brasile, è un pesce osseo marino della famiglia Pinguipedidae.

## Distribuzione e habitat
Il suo areale primario è lungo le coste subtropicali atlantiche sudamericane di Brasile meridionale, Uruguay e Argentina. Due individui sono stati catturati nel mar Mediterraneo, entrambi in acque italiane, uno nel 1990 a Loano, sul mar Ligure e l'altro a Messina nel 2002. Si ritiene che la specie sia giunta in Europa grazie al trasporto accidentale di stadi giovanili con l'acqua di sentina delle navi.
Vive in acque di media profondità del piano circalitorale, soprattutto su fondi sabbiosi.

## Descrizione
Complessivamente l'aspetto di questo pesce è simile a quello della comune donzella ma con occhi e bocca più grandi, pinna anale più corta e colorazione molto diversa. La livrea è variabile, di solito il dorso è bruno con due o tre fasce longitudinali più scure, il ventre è beige o biancastro con dodici strisce scure verticali, alternativamente spesse e sottili. Una macchia rotonda nera è presente nella parte superiore del peduncolo caudale e una più piccola nella parte anteriore della lunga pinna dorsale.
La misura massima è di 70 cm, la teglia media è attorno a 25 cm.

## Alimentazione
Si nutre di invertebrati bentonici.

## Pesca
Occasionale nel Mediterraneo, ha una certa importanza per la pesca commerciale nelle acque sudamericane.